# Juncus roemerianus
Juncus roemerianus là một loài thực vật có hoa trong họ Juncaceae. Loài này được Scheele mô tả khoa học đầu tiên năm 1849.

## Hình ảnh

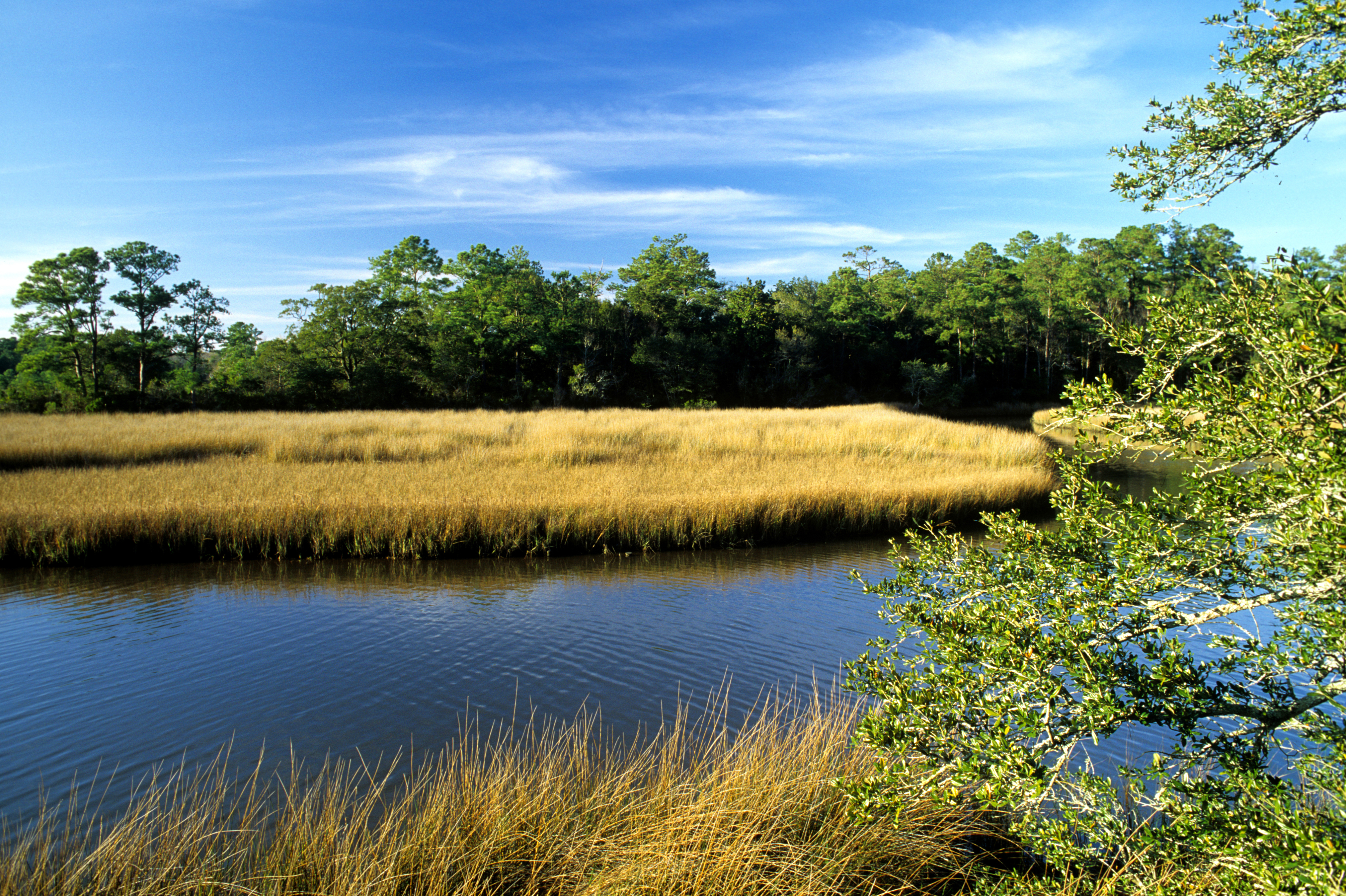